# 加里马劳机场
加里马劳机场也叫贝劳机场，是印度尼西亚东加里曼丹省贝劳县的一座机场，主要服务城镇是该县的县治丹戎勒德布。拥有两座登机廊桥的新航站楼于2012年10月投入使用，旅客容量超过5,000人。

## 设施
加里马劳机场海拔59英尺（18），拥有一条方向01/19、沥青铺装的跑道，跑道长宽为1,850乘30（6,070乘98英尺）。
机场的新航站楼建于2010年，2012年投入使用，总投资4,330亿印尼盾，国内航站楼面积10,462平方米，贵宾楼505平方米，国际航站楼5,700平方米，另有592平方米的货运楼。机场较为干净，配套设施齐全，配有行政休息室、餐厅、手机充电插座、残疾人电梯、哺乳室和儿童游乐设施，提供免费的无线网络。

## 航空公司和目的地
| 航空公司       | 目的地                            |
| -------------- | --------------------------------- |
| 加鲁达印尼航空 | 巴厘巴板                          |
| KAL星空航空    | 暂停经营：三马林达-特敏东、打拉根 |
| 三佛齐航空     | 巴厘巴板                          |
| 风翼航空       | 巴厘巴板                          |

近期快速航空将开通飞到加里马劳机场的航线，使用机型为ATR 42-300，可容纳40至50名乘客。

## 资料来源
1. 1 2  Airport information for WALK （页面存档备份，存于） from 数字航空飞行信息文件（英语：DAFIF）(effective October 2006)
2. ↑  在大圆制图人（Great Circle Mapper）上的BEJ / WRLK机场信息 （来源：数字航空飞行信息文件（英语：DAFIF））.
3. ↑  .   [2017-11-10]. （原始内容存档于2016-03-04）.
4. ↑  Herianto Batubara. . September 13, 2015  [2017-11-10]. （原始内容存档于2017-11-11）.
5. ↑  . berau.prokal.co. PROKAL.CO, TANJUNG REDEB. 2017-11-07  [2017-11-10]. （原始内容存档于2019-01-26）.